# Kabinett Itō III
Das 3. Kabinett Itō (jap. 第三次伊藤内閣, dai-sanji Itō naikaku) regierte Japan unter Führung von Premierminister Itō Hirobumi vom 12. Januar 1898 bis zum 30. Juni 1898.
| Amt                                    | Name                                 | Kammer (Wahlkreis) | Fraktion |
| -------------------------------------- | ------------------------------------ | ------------------ | -------- |
| Premierminister                        | Itō Hirobumi bis 30. April 1898      |                    |          |
| Außenminister                          | Nishi Tokujirō bis 30. April 1898    |                    |          |
| Innenminister                          | Yoshikawa Akimasa bis 30. April 1898 |                    |          |
| Finanzminister                         | Inoue Kaoru bis 30. April 1898       |                    |          |
| Heeresminister                         | Katsura Tarō bis 30. April 1898      |                    |          |
| Marineminister                         | Saigō Tsugumichi bis 30. April 1898  |                    |          |
| Justizminister                         | Sone Arasuke bis 30. April 1898      |                    |          |
| Kultusminister                         | Saionji Kimmochi bis 30. April 1898  |                    |          |
| Kultusminister                         | Toyama Masakazu bis 30. Juni 1898    |                    |          |
| Minister für Landwirtschaft und Handel | Itō Miyoji bis 26. April 1898        |                    |          |
| Minister für Landwirtschaft und Handel | Kaneko Kantarō bis 30. Juni 1898     |                    |          |
| Minister für Kommunikation             | Suematsu Kenchō bis 30. April 1898   |                    |          |

## Andere Positionen
| Amt                        | Name                |
| -------------------------- | ------------------- |
| Chefkabinettssekretär      | Samejima Takenosuke |
| Leiter des Legislativbüros | Ume Kenjirō         |